# Chironomus multiannulatus
Chironomus multiannulatus är en tvåvingeart som först beskrevs av Gabriel Strobl 1909.  Chironomus multiannulatus ingår i släktet Chironomus och familjen fjädermyggor.
Artens utbredningsområde är Algeriet. Inga underarter finns listade i Catalogue of Life.